# Fundação Unirg
A Fundação UnirG é uma instituição pública, com regime semelhante a uma autarquia, vinculada a prefeitura de Gurupi, Tocantins.
Tem como principal objetivo manter a Universidade de Gurupi.

## Histórico
A Fundação UnirG é a mantenedora da Universidade de Gurupi. Dado isto, detém o controle financeiro e o ferramental para o planejamento e administração de todas as estruturas físicas que servem a academia bem como dos recursos humanos não docentes. Embora tenha autonomia na gestão financeira, toda a gestão está em função da Universidade.
Criada com objetivo de atender aos estudantes da região sul do Estado que não tinham outras opções para dar continuidade dos estudos, senão sair do município para estudo em outras cidades.
Fundada em 15 de fevereiro de 1985, pelo decreto municipal nº 611, na época era denominada de Fundação Educacional de Gurupi (FEG).
Desde a transformação do Centro Universitário de Gurupi em Universidade de Gurupi, suas dotações tem sido incrementadas pelo governo tocantinense.